# Jim Forrest
James Forrest, detto Jim (Glasgow, 22 settembre 1944 – 27 settembre 2023), è stato un calciatore scozzese, di ruolo attaccante.

## Carriera

### Club
Forrest iniziò a giocare con il Rangers Glasgow nel 1962, rimanendo con la squadra scozzese per 5 stagioni e segnando in totale 145 gol in 163 partite. In particolare, nella stagione 1964-1965 mise a segno complessivamente 57 gol (30 dei quali in campionato), arrivando quindi a soli 5 gol di distanza dal record scozzese detenuto da James McGrory, del Celtic, durante la stagione 1927-1928. Detiene inoltre il record di gol segnati in una singola partita di Scottish League Cup da parte di un giocatore dei Rangers, grazie alle 5 reti messe a segno nella vittoria per 7-1 del 30 ottobre 1965 contro l'Hamilton Academical. La sua esperienza con i Blues venne interrotta nel gennaio 1967, quando insieme al compagno di squadra George McLean, divenne il capro espiatorio per l'ignominiosa sconfitta in coppa contro i cadetti del Berwick Rangers, finendo fuori rosa.
Nel 1967 si trasferisce al Preston N.E., con cui segna 3 gol in 26 partite; dopo una sola stagione torna in Scozia, all'Aberdeen, dove rimarrà per cinque stagioni, segnando 44 gol in 128 partite di campionato.
Nel 1973 si trasferisce al Cape Town City, squadra del Campionato sudafricano di calcio; in seguito va a chiudere la carriera prima ad Hong Kong ed infine nei S.A. Thunder, con cui gioca 5 partite senza segnare nessun gol.

### Nazionale
Ha giocato 5 partite con la sua nazionale, esordendo nel 1965.

## Palmarès

### Club

#### Competizioni nazionali
- Campionato scozzese: 2

Rangers: 1961-1962, 1962-1963
- Coppa di Scozia: 5

Rangers: 1961-1962, 1962-1963, 1963-1964, 1966-1967
Aberdeen: 1969-1970
- Coppa di Lega scozzese: 3

Rangers: 1961-1962, 1963-1964, 1964-1965